# Jacopo da Bologna
Jacopo da Bologna var en italiensk musiker, verksam vid mitten av 1300-talet och en av de första till namnet kända företrädarna för en inhemsk odling av flerstämmig musik i Italien.
Jacopo da Bologna skrev bland annat tvåstämmiga madrigaler med märkliga ansatser till imitationer mellan stämmorna. Jacopo da Bologna var lärare till Francesco Landini.